# Vrijheidsmonument
Een vrijheidsmonument is meestal een plastiek, een beeldhouwwerk, dat wordt opgericht als gedenkplaats ter nagedachtenis van de in een oorlog gesneuvelden en ter viering van de bevrijding van een overheersing als gevolg van een oorlog.
Het bekendste vrijheidsmonument van Nederland is het Nationaal Monument op de Dam in Amsterdam.
Maar ook elders, bijvoorbeeld in Eindhoven en Denekamp staan vrijheidsmonumenten.
Wanneer het monument een beeld is, wordt meestal gesproken over een vrijheidsbeeld.